# Apuntes para un diccionario de escritoras americanas del siglo XIX
Los Apuntes para un diccionario de escritoras americanas del siglo XIX son una colección de extractos biográficos reunidos por Manuel Ossorio y Bernard en tres capítulos que se publicaron en la revista La España Moderna entre diciembre de 1891 y febrero de 1892.

## Descripción

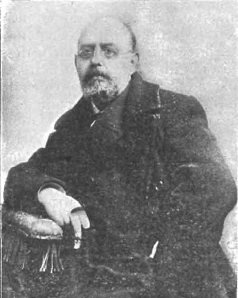
Manuel Ossorio y Bernard, autor de la obra

Ossorio y Bernard venía de publicar, entre septiembre de 1889 y mayo de 1890, cinco capítulos de Apuntes para un diccionario de escritoras españolas del siglo XIX en La España Moderna. La idea había recibido una buena acogida, de modo que, con la misma fórmula y en los tres números de la revista publicados entre diciembre de 1891 y febrero de 1892, recogió breves reseñas biográficas de escritoras del continente americano y ofrece una relación de algunos de los títulos firmados por ellas. «Debo advertir, sin embargo, en descargo propio, que entre aquellos Apuntes y los que hoy publico, media una gran diferencia: aquellos eran producto de una labor continuada durante más de treinta años: éstos son fruto poco menos que de una improvisación», señala en las primeras páginas del primer artículo de la nueva serie. Los capítulos, como en la anterior ocasión, transitan por la lista de autoras elegidas en orden alfabético, de tal manera que los extractos quedaron distribuidos de la siguiente manera:
- capítulo primero, de diciembre de 1891: desde «Acevedo de Gómez» hasta «Bustamante»;[4]
- capítulo segundo, de enero de 1892: desde «Caamaño de Vivero» hasta «Matto de Turner»;[5]
- capítulo tercero, de febrero de 1892: desde «Mauely» hasta «Zenea».[6]